# 愚かな女たち
「愚かな女たち」（おろかなおんなたち）は、2004年8月25日に発売された和田アキ子の76枚目のシングル。

## 収録曲
1. 愚かな女たち [4:46]
作詞：秋元康／作曲：大田黒裕司／編曲：大田黒裕司・難波弘之
2. 不夜城 [4:59]
作詞：夏野芹子／作曲：笹本安詞／編曲：白井良明